# Мичел Пејџ
Мичел Пејџ (енгл. Mitchell Paige, срп. Михајло Пејић; Шарлерој, 31. август 1918 — Ла Кинта, 15. новембар 2003) је био амерички пуковник, добитник Медаље части због исказаног јунаштва и способности у бици за Гвадалканал.

## Биографија
Рођен је 1918. у градићу Шарлерој у савезној држави Пенсилванији, у породици српских досељеника пореклом из Херцеговине.
Године 1936. пријављује се за службу у маринцима да би почетком Другог светског рата био пребачен на пацифичко ратиште
У Бици за Гвадалканал, 25. октобра 1942, јапанске снаге, које су и поред великих губитака и даље биле бројчано далеко надмоћније у односу на америчке, кренуле су у одлучујући напад према аеродрому Хендерсон. Главни напад је био концентрисан на узвишење коју је бранила Пејџова јединица. Јапанске снаге су биле сачињене од 16. и 29. пешадијског пука са више хиљада војника и официра и наишле су на снажан отпор далеко мањег броја добро утврђених америчких маринаца, међу којима је био и наредник Пејџ. Борбе су трајале читаву ноћ, уз велике губитке на обе стране. Мичел Пејџ остао једини преживели маринац на брањеном узвишењу. Како би створио утисак да амерички положај није остао без одбране, Пејџ је сву ноћ брзо и наизменично пуцао из четири тешка митраљеза. У једном тренутку је изашао из рова носећи тешки, водом хлађени митраљез од 20 килограма и пуцао на Јапанце терајући их у бег. Ујутро, када је стигло појачање, војници су затекли наредника Пејџа како у рову исцрпљен чека на последњи напад Јапанаца. Био је окружен лешевима америчких и јапанских војника. Американци су одлучили да крену у противнапад, па је тако 17 маринаца, предвођених наредником Пејџом, натерало Јапанце на повлачење, а аеродром Хендерсон филд је био одбрањен.
Мичел Пејџ је за војне заслуге одликован медаљом части, али и орденом поморске легије Валоза и орденом „Пурпурно срце“. Касније је учествовао у Корејском рату, где је такође неколико пута одликован.